# 鉤葉刺疣蘚
鉤葉刺疣蘚（学名：Trichosteleum stissophyllum）为錦蘚科刺疣蘚屬下的一个种。